# Full Circle (Stargate SG-1)
Full Circle (Punto de Partida en España) es el vigésimo segundo episodio de la sexta temporada de la serie de televisión de ciencia ficción Stargate SG-1, y el episodio N.º 132 de toda la serie.

## Trama
En Abydos, Skaara está hablando con varias personas sobre el inminente ataque de Abydos cuando repentinamente Daniel aparece y le dice que no lucharan solos. Daniel después también se le aparece a O'Neill dentro de un elevador del SGC. Él le informa que Anubis se acerca a Abydos para obtener el "Ojo de Ra", una llave que junto con otras 5 le permitirá usar una poderosa arma. A pesar de que Jack le insiste en que como es un ascendido, Daniel lo detenga, éste vuelve a explicarle que las "reglas" se lo impiden.
O’Neill informa entonces al resto sobre la amenaza, y les revela que se lo dijo Daniel. Teal'c menciona que también ha visto a Daniel. Hammond aprueba la misión, y SG-1 parte a Abydos, encontrándose con Skaara, quien los lleva a una cámara subterránea donde esperan hallar el ojo. Mientras revisan, las Naves de Anubis llegan al planeta y descienden sobre la Pirámide, que es protegida por Teal'c y varios Abydonians. O'Neill es informado que la batalla ya comenzó, cuando Daniel aparece. Aunque él duda en ayudarlos, finalmente accede mientras Skaara y Jack suben a ayudar en la defensa. En el compartimento, Daniel logra descifrar como abrir una cámara secreta llena de artefactos, pero no del ojo. En la Pirámide, Skaara es mortalmente herido, mientras Teal'c y O'Neill luchan valientemente contra los Jaffa. Finalmente son forzados a bajar al compartimento, donde Daniel concluye que los otros ascendidos son Antiguos. Descubren una tablilla, escrita en antiguo, que habla sobre una Ciudad Perdida de los Antiguos. Daniel dice a Jonas que la proteja a toda costa y entonces se va. Luego, tras disparar a una parte de la pared, Carter y Jonas encuentran el Ojo en un compartimento.
O'Neill, Teal'c y Skaara entonces aparecen, pero varios Jaffa les bloquean la salida. Su líder, Herak, enfrenta al SG-1 exigiendo el ojo, pero O'Neill amenaza simplemente con destruirlo. Herak vuelve a la nave a informar a Anubis, pero cuando el Jaffa se retira, Daniel confronta al Goa'uld, advirtiéndole que acabara con él, si ataca. Sin embargo, Anubis desafía Daniel, diciéndole que sabe quién es y de lo que es capaz, pero además le revela que él mismo es un parcial ascendido. 
Poco después, una flota de naves Ha'tak aparece y Yu contacta con Anubis, amenazando con destruirlo. No obstante, Daniel le ofrece un trato a Anubis: Él le dará el ojo si promete irse de Abydos, dejándolo intacto. El Goa'uld acepta. Después Daniel vuelve donde el SG-1, y descubre que Skaara ha ascendido, por lo que deduce que Oma lo vigila. 
Además de informarles que Anubis es "medio-ascendido", el les dice que hizo un trato con Anubis, para que SG-1 pudiera encontrar la Ciudad Pedida de los Antiguos antes que el Goa'uld.
O’Neill entrega entonces el ojo a Herak y los Jaffa pronto se retiran. En la nave, Anubis recibe el ojo y lo incorpora a su nueva arma, que usa para atacar a las naves de los Señores del Sistema, que pese a responder no logran atravesar el escudo de Anubis y deben retirarse. Anubis luego ordena disparar a Abydos, pero Daniel entonces aparece e intenta matar a Anubis con su poder. Sin embargo su ataque es detenido y es llevado lejos por Oma Desala. Libre, Anubis concluye su plan disparando a la Pirámide del planeta con la superarma, donde el SG-1 estaba listo para irse. Antes de atravesar el Portal, O'Neill logra percibir el ataque, escapando de este por poco. El Planeta Abydos entonces es destruido.
Ya en el SGC, intentan marcar nuevamente al planeta, pero sin resultados. Tras informarle a Hammond de lo sucedido, Carter y el Sargento Walter se quedan toda la noche intentando conectarse con Abydos, ya que ella aún no está convencida de que el planeta fue arrasado.
Después de docenas de intentos, repentinamente logran establecer un agujero de gusano a Abydos. Hammond envía al SG-1 a averiguar que sucedió. Al llegar encuentran a Skaara y su gente en perfecto estado. Él les dice que Oma ayudó a todos los Abydonians a ascender y que lo que el equipo ve ahora es solo una ilusión. Él tristemente también les informa que no ha sabido cosa alguna de Daniel. Súbitamente, toda la gente desaparece, y Skaara, tras despedirse, también se va. Sabiendo que la gente de Abydos está bien, el SG-1 vuelve a casa.

## Artistas invitados
- Michael Shanks como Daniel Jackson.
- Alexis Cruz como Skaara.
- David Palffy como Anubis.
- Michael Adamthwaite como Herak.
- Sean Amsing  como Tobay.
- Vince Crestejo como Lord Yu.
- Veena Sood como Líder Abydoniano.
- Gary Jones como Walter Harriman Davis.[3]
- Brad Kelly como Jaffa #1.[3]
- Mike Roselli como Jaffa #2.[3]
- Ernie Jackson como Jaffa #3.[3]
- Shawn Stewart como Jaffa #4.[3]
- John Ulmer como Jaffa #5.[3]
- Darryl Scheelar como Abydonio #1.[3]
- Terrance Leigh como Abydonio #2.[3]
- Ahmad Sharmrou como Abydonio #3.[3]
- Rene Van Hullenbush como Abydonio #4.[3]